# Bisdom Edéa

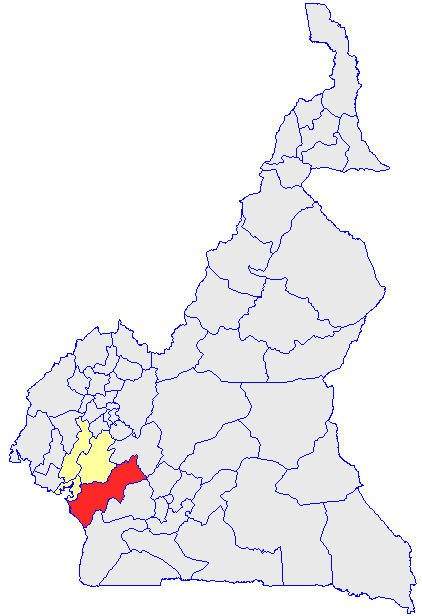
Het bisdom (rood) binnen de regio Littoral (geel)

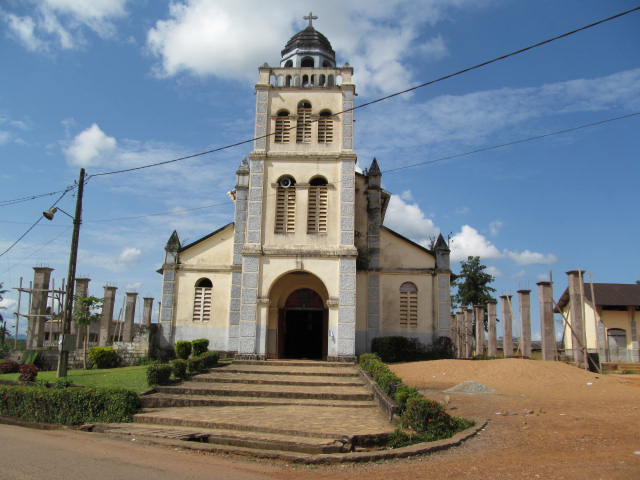
De kathedraal van Edéa

Het bisdom Edéa (Latijn: Dioecesis Edeanus) is een rooms-katholiek bisdom in Kameroen. Het maakt samen met vijf andere bisdommen deel uit van de kerkprovincie Douala en is suffragaan aan het aartsbisdom Douala. Het bisdom telt 194.000 katholieken (2019), wat zo'n 64,7% van de totale bevolking van 300.000 is. Het bisdom valt samen met het departement Sanaga-Maritime in de regio Littoral en heeft een oppervlakte van 10.500 km². In 2019 bestond het bisdom uit 39 parochies. De huidige bisschop van Edéa is Jean-Bosco Ntep.  

## Geschiedenis
- 1993: Oprichting uit delen van het aartsbisdom Douala

## Speciale kerken
De kathedraal van het bisdom Edéa is de Cathédrale Notre-Dame in Edéa.

## Bisschoppen
- Simon-Victor Tonyé Bakot (1993–2003)
- Jean-Bosco Ntep (sinds 2004)

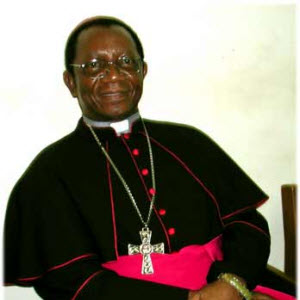
Simon-Victor Tonyé Bakot